# نیومانواولترامایکروسکوپیک‌سیلیکوولکینوکانایوسیس
شُش‌اوتَرریزبینیک‌سیلیکوتَشفشان‌غباری یا نیومانواولترامایکروسکوپیک‌سیلیکوولکِینوکانایوسیس (به انگلیسی: pneumonoultramicroscopicsilicovolcanoconiosis) بر اساس فرهنگ انگلیسی آکسفورد، واژه‌ای چندتک‌واژی است که بر یک اصطلاح پزشکی گفته می‌شود به‌معنی «نوعی عارضهٔ ریوی (تنفسی) که بر اثرِ استنشاقِ ذراتِ غبارِ سیلیکای آتشفشانی یا کوارتز به‌وجود می‌آید و معمولاً معدن‌چیان به آن مبتلا می‌شوند».
وضعیتی را که به این بیماری منجر می‌شود در بیماری سیلیکوزیس می‌توان مشاهده کرد.
این واژه را از طولانی‌ترین واژه‌های زبان انگلیسی می‌دانند (با ۴۵ حرف)، و طولانی‌ترین واژه‌ای است که در یک فرهنگ لغت انگلیسی آمده‌است.
این واژه را اِورِت ام. اسمیت (Everett M. Smith) در سال ۱۹۳۵ ساخت.
اجزای تشکیل‌دهندهٔ این واژه عبارت‌اند از:

pneumono + ultra + microscopic + silico + volcano + coni + osis